# Nao Eguchi
Nao Eguchi (født 22. marts 1992) er en japansk fodboldspiller, som spiller for den japanske fodboldklub Blaublitz Akita.